# Hovershof
De Hovenshof, ook wel Hovershof, is een rijksmonument en voormalige boerderij in de buurtschap Vorst in het dorp Velden, gemeente Venlo. 
In 1334 kwam de hoeve ‘te Haves’ in bezit van het Sint-Nicolaasklooster van de Kruisheren in Venlo. In 1633 werd een boerderij met de naam 'Opgenhoven' verwoest. De huidige boerderij werd in 1778 gebouwd en kwam in de Franse Tijd in het bezit van de staat, die het pand aan de familie Bontamps-Receveur verkocht. 
In 1965 brandde de stal uit, maar deze is weer herbouwd. 
In de tuin stond voorheen een waterpomp die afkomstig was van het dorpsplein in Velden. De waterpomp die thans in de tuin staat is een replica van deze pomp, die in 2009 naar de Markt teruggeplaatst is.  
De boerderij, gelegen aan het Pieterpad, is in gebruik als minicamping.